# 레우카니아족
레우카니아족(Leucaniini)는 밤나방상과의 밤나방과에 속하는 나방 분류군의 하나이다.

## 하위 분류
- Aletia
- Analetia
- Anapoma
- Leucania
- 멸강나방속 (Mythimna)
- Senta
- Vietteania